# Laguerrovy polynomy
Laguerrovy polynomy, pojmenované po Edmondu Laguerrovi (1834 – 1886), je jeden z ortogonálních systémů polynomů. Využívají se například v kvantové mechanice pro popis vlnové funkce odpovídající stavům atomu vodíku.

## Definice
Laguerrovy polynomy se obvykle definují jako soustava reálných polynomů ortogonálních vůči skalárnímu součinu
{\displaystyle (p,q)\mapsto \int \limits _{0}^{\infty }p(x)q(x)e^{-x}dx,}
přičemž n-tý Laguerrův polynom {\displaystyle L_{n}(x)} je polynom stupně n
Obecnějším způsobem jako soustavu polynomů ortogonálních vůči skalárnímu součinu
{\displaystyle (p,q)\mapsto \int \limits _{0}^{\infty }p(x)q(x)x^{a}e^{-x}dx}
s {\displaystyle a>-1} získáme zobecněné či přidružené Laguerrovy polynomy {\displaystyle L_{n}^{(a)}(x)}.
Další vztahy pro Laguerrovy polynomy {\displaystyle L_{n}(x)} a {\displaystyle L_{n}^{(a)}}, které se někdy uvádějí jako definice, jsou
{\displaystyle L_{n}(x)={\frac {e^{x}}{n!}}{\frac {\mathrm {d} ^{n}}{\mathrm {d} x^{n}}}(x^{n}\mathrm {e} ^{-x}),}
{\displaystyle L_{n}^{(a)}(x)={\frac {x^{-a}\mathrm {e} ^{x}}{n!}}{\frac {\mathrm {d} ^{n}}{\mathrm {d} x^{n}}}(x^{n+a}\mathrm {e} ^{-x}).}
Explicitně se dají definovat vztahy
{\displaystyle L_{n}(x)=\sum _{k=0}^{n}{\binom {n}{k}}{\frac {(-1)^{k}}{k!}}x^{k},}
{\displaystyle L_{n}^{(a)}(x)=\sum _{k=0}^{n}(-1)^{k}{n+a \choose n-k}{\frac {x^{k}}{k!}}.}
Někteří autoři
definují Laguerrovy polynomy zvětšené faktorem {\displaystyle n!}:
{\displaystyle L_{n}(x)=\sum _{k=0}^{n}{(-1)}^{k}{\frac {n^{2}{(n-1)}^{2}\cdots {(k+1)}^{2}}{(n-k)!}}x^{k}.}

## Vlastnosti
Laguerrovy polynomy {\displaystyle L_{n}(x)} jsou kanonickými řešeními Laguerrovy diferenciální rovnice
{\displaystyle xy^{\prime \prime }+(1-x)y^{\prime }+ny=0}
Libovolné polynomiální řešení této rovnice je součtem Laguerrových polynomů.

## Laguerrovy polynomy v nízkých dimenzích

Prvních šest Laguerrových polynomů

Následuje tabulka prvních několika Laguerrových polynomů:
| n | {\displaystyle L_{n}(x)\,}                                                                                             |
| 0 | {\displaystyle 1\,} |
| 1 | {\displaystyle -x+1\,}                                                                                                 |
| 2 | {\displaystyle {\scriptstyle {\frac {1}{2}}}(x^{2}-4x+2)\,}                                                            |
| 3 | {\displaystyle {\scriptstyle {\frac {1}{6}}}(-x^{3}+9x^{2}-18x+6)\,}                                                   |
| 4 | {\displaystyle {\scriptstyle {\frac {1}{24}}}(x^{4}-16x^{3}+72x^{2}-96x+24)\,}                                         |
| 5 | {\displaystyle {\scriptstyle {\frac {1}{120}}}({\scriptstyle -x^{5}+25x^{4}-200x^{3}+600x^{2}-600x+120)}\,}            |
| 6 | {\displaystyle {\scriptstyle {\frac {1}{720}}}({\scriptstyle x^{6}-36x^{5}+450x^{4}-2400x^{3}+5400x^{2}-4320x+720})\,} |